# Dănuț Dumbravă

a Compétitions nationales et continentales officielles uniquement.

b Matchs officiels uniquement.
Dernière mise à jour le 26 janvier 2024.
Dănuț Dumbravă, né le 6 août 1981 à Bucarest (Roumanie), est un joueur internationale roumain de rugby à XV qui évolue au poste de demi d'ouverture ou d'arrière. Il joue toute sa carrière en club avec le RC Steaua Bucarest, et représente la sélection roumaine entre 2002 et 2015.

## Biographie

### En club
Dănuț Dumbravă prend sa arrête sa carrière de joueur de rugby en 2015.
Il devient l'entraîneur de son ancien club du Steaua Bucarest en 2017.

### En sélection nationale
Il débute avec la Roumanie le 1er novembre 2002 contre le pays de Galles et joue son dernier match international lors d'une rencontre face à la France le 23 septembre 2015.

## Palmarès

### En club
- Vainqueur du championnat de Roumanie en 2003, 2005 et 2006 avec le RC Steaua Bucarest.

### En sélection nationale
- 73 sélections de 2002 à 2015.
- 391 points (3 essais, 74 pénalités, 74 transformations, 2 drops).

- sélections par année : 1 en 2002, 9 en 2003, 8 en 2004, 8 en 2005, 3 en 2006, 5 en 2007, 6 en 2008, 1 en 2009, 8 en 2010, 10 en 2011, 1 en 2012, 10 en 2015.

- Coupes du monde disputées :

- 2003 (3 matchs)
- 2007 (1 match, 2 points)
- 2011 (3 matchs, 15 points)
- 2015 (1 match)